# Płaskowyż Stewarta
Płaskowyż Stewarta – płaskowyż w północno-zachodniej Kanadzie, na terytorium Jukonu.
Płaskowyż graniczy z górami Ogilvie Mountains z północnego zachodu oraz z góry Rackla z północnego wschodu. Na północ znajduje się płaskowyż Porcupine, na południowy zachód płaskowyż Klondike, a na południowy wschód płaskowyż Macmillana. Najwyższe wzniesienie wynosi 2210 m n.p.m.
Przez płaskowyż przepływa rzeka Stewart River. Droga Dempster Highway wyznacza zachodnią granicę płaskowyżu. W centralnej części płaskowyżu znajduje się miasto Keno City.